# NGC 6952
NGC 6952 је спирална галаксија у сазвежђу Цефеј која се налази на NGC листи објеката дубоког неба.
Деклинација објекта је + 66° 6' 21" а ректасцензија 20h 37m 14,0s. Привидна величина (магнитуда) објекта NGC 6952 износи 11,0 а фотографска магнитуда 11,8. Налази се на удаљености од 24,500 милиона парсека од Сунца. NGC 6952 је још познат и под ознакама NGC 6951, UGC 11604, MCG 11-25-2, CGCG 325-3, IRAS 20366+6555, PGC 65086.